# Relações entre Brasil e Timor-Leste

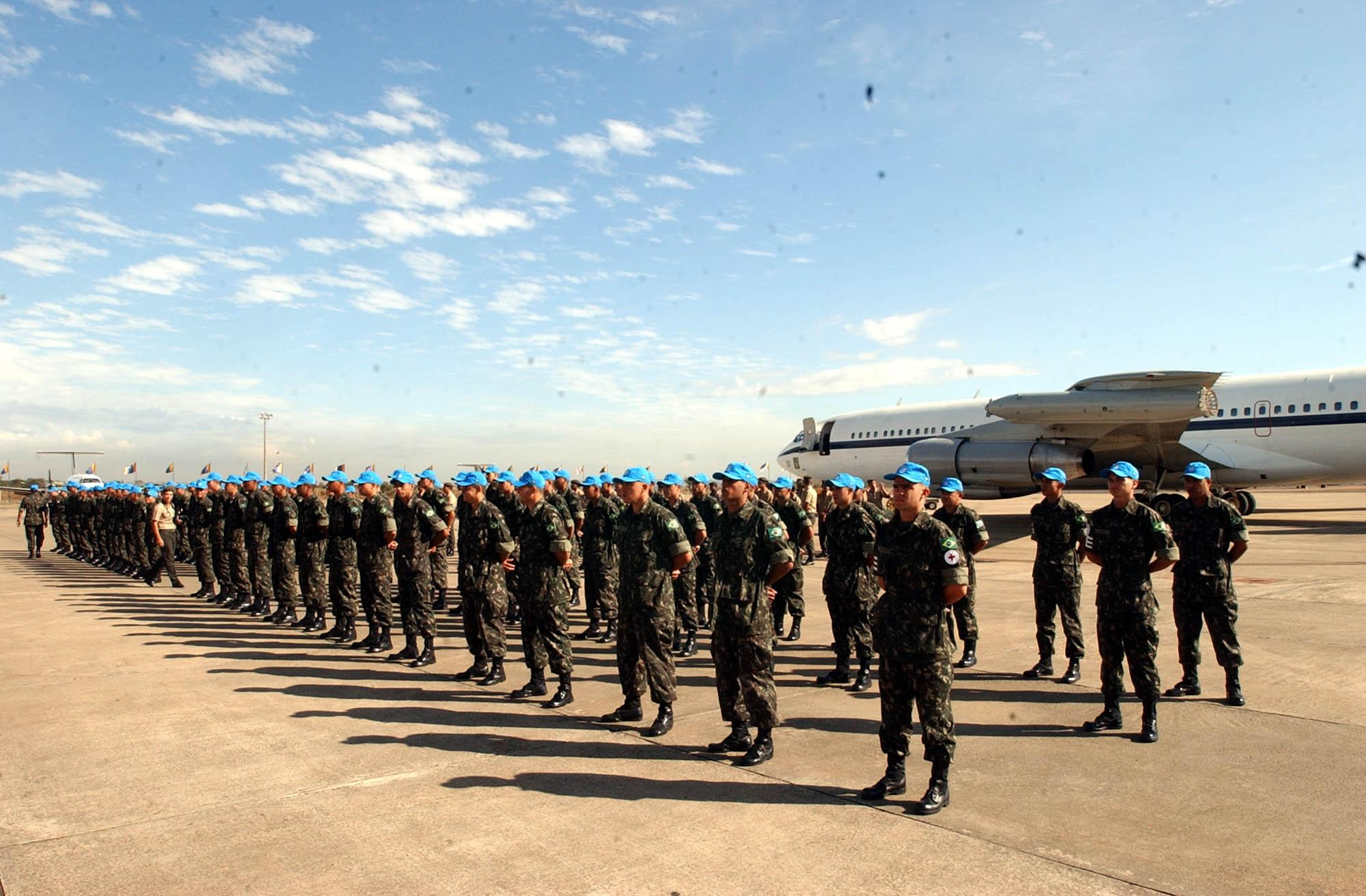
Em 2004, embarque de militares brasileiros para integrar a força de paz da ONU no Timor Leste.

As relações entre Brasil e Timor-Leste são não só comerciais e econômicas, mas também históricas e culturais, uma vez que faziam parte do Império Português e compartilham o uso da língua portuguesa.
O Brasil mantém relações diplomáticas com Timor-Leste desde a independência deste último, em 2002. O relacionamento bilateral é marcado pelas ligações culturais e pela herança lusófona comum. Existe uma série de projetos de cooperação entre os dois países.

## Programa de cooperação
Existe um programa de cooperação bilateral prestado pelo Brasil em Timor-Leste. Este programa é bastante amplo, e foca setores fundamentais para construção do Estado timorense (por exemplo, a consolidação da língua portuguesa em Timor, a implementação do sistema de ordenamento jurídico de base romano-germânica, cooperação em temas de justiça e segurança ou formação de mão-de-obra técnica). Timor-Leste é um dos países que mais beneficia com as iniciativas da cooperação brasileira, estando em vigor instrumentos bilaterais nas áreas de cooperação técnica, cultural, educacional e de defesa.

## Visitas de chefes de estado ou membros do governo
O primeiro-ministro timorense Xanana Gusmão visitou o Brasil em 2011, tendo sido o primeiro chefe de governo estrangeiro recebido pela presidente Dilma Rousseff. Em 2008, o presidente José Ramos-Horta também visitou o Brasil.
O Brasil também recebeu as visitas da ministra da justiça, Lúcia Lobato (2009), do presidente do Parlamento Nacional de Timor-Leste, Fernando La Sama (2009); e do Presidente da Comissão de Economia, Finanças e Anticorrupção, Manuel Tilman (2009). O presidente José Ramos-Horta também esteve no Brasil por ocasião da Conferência Rio+20. O Vice-Ministro dos Negócios Estrangeiros e Cooperação de Timor-Leste, Constâncio da Conceição Pinto, visitou o Brasil para participar da cerimônia de posse de Dilma Rousseff em janeiro de 2015.
Do lado brasileiro, o Presidente Luiz Inácio Lula da Silva visitou Timor-Leste em 2008. Em 2007, o Ministro das Relações Exteriores, Celso Amorim, visitou Timor-Leste. Em fevereiro de 2013, o Ministro Antonio de Aguiar Patriota encontrou-se como o então Ministro dos Negócios Estrangeiros José Guterres, em Viena, à margem do V Fórum da Aliança de Civilizações. Em 2015, o Ministro Mauro Vieira foi ao Timor-Leste para participar da XX Reunião Ordinária do Conselho de Ministros da CPLP, além de manter encontro bilateral Ministro dos Negócios Estrangeiros e Cooperação de Timor-Leste, Senhor Hernâni Coelho.
Em 31 de outubro de 2016, os presidentes do Brasil, Michel Temer, e de Timor-Leste, Taur Matan Ruak, discutiram em Brasília oportunidades de cooperação técnica, em especial na área de defesa e educação. Durante a reunião, Temer destacou que o Brasil quer manter uma relação de "muita proximidade" com a nação do Sudeste Asiático.
Timor-Leste apoia o Brasil como membro permanente em um Conselho de Segurança das Nações Unidas reformado.

## Missões diplomáticas residentes
- Brasil tem uma embaixada em Díli.[4]
- Timor-Leste tem uma embaixada em Brasília.[5]